# Vergennes (Vermont)
Vergennes es una ciudad ubicada en el condado de Addison en el estado estadounidense de Vermont. En el año 2010 tenía una población de 2.588 habitantes y una densidad poblacional de 398,15 personas por km².

## Geografía
Vergennes se encuentra ubicado en las coordenadas 44°9′56″N 73°15′8″O / 44.16556, -73.25222.

## Demografía
Según la Oficina del Censo en 2000 los ingresos medios por hogar en la localidad eran de $37,763 y los ingresos medios por familia eran $48,155. Los hombres tenían unos ingresos medios de $33,669 frente a los $20,527 para las mujeres. La renta per cápita para la localidad era de $15,465. Alrededor del 17% de la población estaban por debajo del umbral de pobreza.